# Mamati
Mamati (en georgiano: მამათი) es un pueblo de Georgia ubicado en el este de la región de Guria, siendo parte del municipio de Lanchjuti. Anteriormente, Mamati era uno de los centros religiosos más grandes de Guria.

## Geografía
Mamati está situado en el margen derecha del río Atsauri al sur de la cordillera de Guria, a 16 km de Lanchjuti.

## Historia
Mamati se menciona a principios del siglo XVII. Probablemente, el pueblo obtuvo su nombre debido al monasterio que se encuentra aquí. Aquí se guardaba el icono de San Jacobo, traído de Jerusalén. La iglesia de madera estaba rodeada por un muro de piedra.
En 1859, se abrió una escuela de dos clases en el pueblo, donde Gigo Sharashidze enseñó en 1869-74. En 1899 se inauguró en el pueblo una biblioteca-sala de lectura.
Durante el período soviético, la elaboración del té y la agricultura se desarrollaron en el pueblo. También había una fábrica de té.

## Demografía
La evolución demográfica de Mamati entre 1908 y 2014 fue la siguiente:
| 715                                             | 1432 | 356 | 254 |
| (Fuente: Population of Georgia in Soviet times) |      |     |     |

Según el censo de 2014, los georgianos constituían el 98,8% de la población y los armenios, el 1,2%.

## Infraestructura

### Transporte
La carretera Lanchjuti-Ozurgueti pasa por el pueblo. 

## Personas ilustres
- Eduard Shevardnadze (1928-2014): político soviético georgiano que fue ministro de Exteriores de la URSS (1985-1991) y presidente de Georgia (1992-2003).